# NGC 309
NGC 309 ist eine Balken-Spiralgalaxie mit ausgedehnten Sternentstehungsgebieten vom Hubble-Typ SBc im Sternbild Walfisch südlich der Ekliptik. Sie ist schätzungsweise 255 Millionen Lichtjahre von der Milchstraße entfernt und hat einen Durchmesser von etwa 225.000 Lichtjahren.

Im selben Himmelsareal befinden sich u. a. die Galaxien NGC 301 und IC 1602.
Die Supernovae SN 1999ge (Typ II), SN 2008cx (Typ IIb), SN 2012dt (Typ II) und SN 2014ef (Typ Ib) wurden hier beobachtet.
Das Objekt wurde im Jahr 1876 von dem deutschen Astronomen Ernst Wilhelm Leberecht Tempel entdeckt.